# یابلانیتسا (نووی پازار)
یابلانیتسا (به صربی: Jablanica) یک منطقهٔ مسکونی در صربستان است که در نووی پازار واقع شده‌است.